# Harald Natvig
Harald Natvig (ur. 10 czerwca 1872 w Stavanger, zm. 1 sierpnia 1947 w Hjerkinn) – norweski lekarz i strzelec, pięciokrotny medalista olimpijski.

## Życiorys
Harald Natvig wziął udział w dwóch igrzyskach olimpijskich, w latach 1920 i 1924. W 1931 roku zdobył również tytuł mistrza świata w drużynie.

## Wyniki

### Igrzyska olimpijskie
| Igrzyska       | Konkurencja                                     | Wynik                           | Miejsce | Źródło |
| -------------- | ----------------------------------------------- | ------------------------------- | ------- | ------ |
| Antwerpia 1920 | Runda pojedyncza do sylwetki jelenia            | 41 pkt.                         |         | [ 4 ]  |
| Antwerpia 1920 | Runda pojedyncza do sylwetki jelenia, drużynowo | 178 pkt. (druż.) 40 pkt. (ind.) |         | [ 5 ]  |
| Antwerpia 1920 | Runda podwójna do sylwetki jelenia, drużynowo   | 343 pkt. (druż.) 68 pkt. (ind.) |         | [ 6 ]  |
| Antwerpia 1920 | Trap, drużynowo                                 | 210 pkt. (druż.)                | 7       | [ 7 ]  |
| Paryż 1924     | Runda pojedyncza do sylwetki jelenia            | 36 pkt.                         | =7      | [ 8 ]  |
| Paryż 1924     | Runda pojedyncza do sylwetki jelenia, drużynowo | 160 pkt. (druż.) 38 pkt. (ind.) |         | [ 9 ]  |
| Paryż 1924     | Runda podwójna do sylwetki jelenia              | 62                              | =9      | [ 10 ] |
| Paryż 1924     | Runda podwójna do sylwetki jelenia, drużynowo   | 262 pkt. (druż.) 65 pkt. (ind.) |         | [ 11 ] |
| Paryż 1924     | Trap, drużynowo                                 | 336 pkt. (druż.) 61 pkt. (ind.) | 7       | [ 12 ] |

### Medale mistrzostw świata
Opracowano na podstawie materiałów źródłowych:
| Mistrzostwa | Konkurencja                                   | Wynik            | Miejsce |
| ----------- | --------------------------------------------- | ---------------- | ------- |
| Lwów 1931   | Runda podwójna do sylwetki jelenia, drużynowo | 163 pkt. (druż.) |         |